# Armadillidium klaptoczi
Armadillidium klaptoczi là một loài chân đều trong họ Armadillidiidae. Loài này được Arcangeli miêu tả khoa học năm 1924.